# Cynisca degrysi
Espèce
Synonymes
- Placogaster degrysi Loveridge, 1941

Statut de conservation UICN

 DD  : Données insuffisantes
Cynisca degrysi est une espèce d'amphisbènes de la famille des Amphisbaenidae.

## Répartition
Cette espèce est endémique de Sierra Leone.

## Description
Cette espèce de lézard est apode.

## Étymologie
Cette espèce est nommée en l'honneur de Pedro de Grys.

## Publication originale
- Loveridge, 1941 : Revision of the African lizards of the family Amphisbaenidae. Bulletin of the Museum of Comparative Zoology, vol. 87, no 5, p. 353-451 (texte intégral).